# The Somatic Defilement
The Somatic Defilement — дебютний студійний альбом американського дезкор-гурту Whitechapel, випущений 31 липня 2007 року. Це єдиний альбом гурту записаний за участі гітариста Брендона Кейгла.

## Список композицій
| Tracks | Tracks                         | Tracks     |
| #      | Назва                          | Тривалість |
| ------ | ------------------------------ | ---------- |
| 1.     | «Necrotizing»                  | 0:35       |
| 2.     | «The Somatic Defilement»       | 5:19       |
| 3.     | «Devirgination Studies»        | 3:12       |
| 4.     | «Prostatic Fluid Asphyxiation» | 3:33       |
| 5.     | «Fairy Fay»                    | 3:33       |
| 6.     | «Ear to Ear»                   | 3:30       |
| 7.     | «Alone in the Morgue»          | 2:53       |
| 8.     | «Festering Fiesta»             | 2:29       |
| 9.     | «Vicer Exciser»                | 2:52       |
| 10.    | «Articulo Mortis»              | 4:03       |
| 31:59  |                                |            |

## Учасники запису
Whitechapel
- Філ Бозман — вокал
- Бен Савадж  — соло-гітара
- Алекс Вейд  — ритм-гітара
- Брендон Кейгл — гітара
- Ґейб Крісп — бас-гітара
- Кевін Лейн — ударні

Продюсування
- Мія Лаженесс — інженерія, обробка, мастеринг, продюсування
- Алан Душес — міксування, мастеринг
- Whitechapel — продюсування

- Джеймі Грехем — художнє керівництво